# Panik, Shirak
Panik là một đô thị thuộc tỉnh Shirak, Armenia. Dân số ước tính năm 2011 là 3198 người.